# MIYA-NET
MIYA-NET（みやねっと）は、埼玉県大宮市（現:さいたま市）に存在していたパソコン通信の草の根BBS。2001年頃自然消滅し、現存はしない。
地域の情報やX68000のZ-MUSICのサポートBBSとして、更には恋の悩みの相談も扱う総合テーマの草の根BBS。テレターミナルモデムやPIAFS、INS-C、INS-P、56kモデムと色々な通信手段でアクセス可能であった。
SYSOPは「七里の住民」と名乗ったが、会員からはオペさんと呼ばれていた。現在七里の住民（ななさとのじゅうみん）は、大門金太（だいもんきんた）とも名乗っている。
パシフィコ横浜や幕張メッセの展示会に出展するという風変わりな草の根BBSであった。ホストのシステムはパソコンショップ「テレニック21大宮店」に設置されていた時期があり、オフラインミーティングはこのパソコンショップの向いの喫茶店「ほわいとあっぷる」で行われていた。

## 概要

### 名前の由来
1991年7月、埼玉県大宮市宮町（みやちょう）にあったパソコンショップ「テレニック21大宮店」店内にて開局。
“宮町”の地名から、“MIYA-NET”という名前になった。

#### 大宮市宮町について
大宮市宮町5丁目の一郭はもともとソープランド街。大宮駅東口のロフト（旧:西武百貨店）の前の道を進み、大栄橋をくぐるとそこには桃源郷が広がっていた。
こんな場所によくもまあパソコンショップが存在していたと懐かしむ方も多い。近年ではこの辺りにもメイドカフェが登場するなど、街並みの変化は激しい。

### 回線数
15回線

### 通信規格
非同期無手順　
　　モデム300bps～56kbps
　　INS-C 19.2kbps、38.4kbps
　　INS-C 57.6kbps（NEC Aterm独自規格）
　　INS-C 128kbps（2B通信　BUG MN-128独自規格）
　　INS-P（Dchパケットで運用）
　　PIAFS 32kbps、64kbps　
　　テレターミナルモデム（日本シティメディア）　

### 対応ネットワーク
Tri-P対応　

### 使用ホストマシン
PC-9821Xe10（最盛期）　

### 使用ホストソフト
BIG-Model16回線版　

### 会費等
基本的に無料。個人運営の草の根BBSにつき。　

### 会員数
3,000人（最盛期）

## ホストマシンの歴史

### 開局当初
PC-9801N（初代98ノート）で開局、ハードディスクは使用せず。

### 駆け出した頃
PC-9801E+40MBハードディスク
CPUは8086からV30に交換

### 桜木町に移設した当時
PC-9801VM2+40MBハードディスク

### X68000ユーザーが多くなった頃
PC-286V+125MBハードディスク

### ISDN回線を導入した頃
PC-9801FX+500MBハードディスク

### 桜木町時代末期
PC-9821Xe10+1.6GBハードディスク

## ホスト設置場所の変移

### 大宮市宮町のテレニック21大宮店時代
大宮市宮町5丁目にあった「テレニック21大宮店」の店内に、アナログ電話回線4回線を引いて開局した。
当時、店内の中央部分に占めていたX68000の専用台にホストシステムを設置していた。この為、一部熱烈なX68000ユーザーから非難の声が上がった。
テレニック21の名称は、母体会社名の日本インコムからニック（一号店は池袋東口の六又交差点付近）が生まれ、更にビジネス系を扱う“テクニカル”と、ビジネスソフトを“21％”引きで売るパソコンショップからテレニック21となった。

#### 日本インコム
MIYA-NETで培ったノウハウは、当時50店舗程を構える日本インコムの売り上げ集計システムに応用されていた。
日本インコムは1995年2月にMacの安売りに失敗し倒産した。この倒産の間際、ソフトバンクが一斉に商品を引き上げたことが倒産を早めたことは有名。
また、当時ハードディスクメーカーとして有名だったアイシーエムもこの影響を受けて倒産した。

### 大宮市桜木町のテレニック21大宮店時代
ソープランド街のパソコンショップという点から、店舗の移転は課題であった。
時は東北・上越新幹線の開業で賑わう大宮駅西口、ここにテレニック21大宮店は移転した。
MIYA-NETも難なく新天地に移転した。店内では入り口付近の目立つ場所にホストシステムを設置していたため、草の根BBSとしては珍しいホストシステム公開型の草の根BBSであった。
なお、この時もX68000の専用カタログラックにPRのチラシを入れていたことから、一部熱烈なX68000ユーザーからのバッシングが強かった。しかし、この頃からのX68000ユーザーとの関係が、やがてZ-MUSICユーザーを支える草の根BBSへつながっていった。
この大宮市桜木町のテレニック21大宮店の向かいが、喫茶店のほわいとあっぷるであったことから、ここを使ってのオフラインミーティングを開催していた。

### 大宮市土手町時代
大宮駅西口前に突如としてソフマップ大宮店が誕生した。なおソフマップは大宮で始めたレンタルソフト屋がその発祥であり、大宮進出はある意味では見通せてはいた。
ソフマップ大宮店登場から1年もたたないうちに、テレニック21大宮店は呆気なく大宮から撤退。その後、浦和市郊外にインコム浦和店として開店したが、半年もしないうちに日本インコムの解散により、インコム浦和店は閉店した。
テレニック21大宮店の大宮撤退時、ホストシステムを大宮市土手町に移設した。

### 浦和市時代
インターネットのブームが到来する頃、MIYA-NETのホストシステムは浦和市に移設した。
インターネットブームは予想を超えパソコン通信草の根BBSに風当たりが強く、特定のテーマを持たなかったこともあり利用者は激減した。
この頃はもはや存在意義が薄れ、この地がMIYA-NETの最後の地となった。

## 展示会への出展
個人運営の草の根BBSではあったが、パソコン通信やパソコンがテーマの展示会にブース出展をした。
- 1995年8月　「NETWORKERS JAPAN '95」に出展　パシフィコ横浜
- 1996年8月　「NETWORKERS JAPAN '96」に出展　パシフィコ横浜
- 1996年12月　「NECパソコンフェア '96」に出展　東京国際展示場
- 1997年8月　「NETWORKERS JAPAN '97」に出展　パシフィコ横浜
- 1997年10月　「女性のためのネットワーキング・フェア '97」に出展　パシフィコ横浜
- 1998年7月　「ぱそまる '98」に出展　東京国際展示場
- 1998年9月　「Internet World JAPAN '98」に出展　幕張メッセ

## オフラインミーティング
オフラインミーティング（略称:オフ）は下記のようなものを開催した。
- 喫茶店ほわいとあっぷるにてオチォオフ

- 大宮駅西口の居酒屋にてサケオフ

- ビアガーデンに集まるビアオフ

- ゲームセンターでゲームをするゲームオフ

- テレニック21大宮店になんとなく集まるオフ

- ソフマップ大宮店に行くオフ

- ただ一緒に晩御飯を食べるだけのメシオフ

- 大宮公園や浮間公園でお花見のハナミオフ

- 秋ヶ瀬の河原でバーベキューをするQオフ

- 秋葉原の歩行者天国に茣蓙をひいて鍋物をするアキバナベオフ

## MIYA-NETの掲示板の階層構造
```
             |- [B] ボード   |- [1] みんなの広場                   ;MINNA
            |              |- [2] BBS･NETWORK情報                ;BBS
            |              |- [4] 売ります買います               ;URI
            |              |
            |              |- [T] テーマ別 -|- [1] ＳＦ&映画     ;SF
            |              |                |- [2] 本と小説      ;BOOK
            |              |                |- [3] ｽﾎﾟｰﾂ&ﾚｼﾞｬｰ   ;SPORTS
            |              |                |- [4] ＣＡＲ&バイク ;CAR
            |              |                |- [5] 旅&レール　   ;TABI
            |              |                |- [6] パソコン情報  ;PASO
            |              |                |- [7] お料理        ;RYORI
            |              |                |- [8] 動物          ;ANIMAL
            |              |                |- [9] ＳＯＨＯ      ;SOHO
            |              |                |-[10] 恋愛          ;LOVE
            |              |                |-[11] ギャンブル    ;GAMBLE
            |              |                |-[12] 音楽          ;SONG
            |              |                |-[13] お酒          ;SAKE
            |              |                |-[14] おあそび倶楽部;OASOBI
            |              |                |-[15] ＧＡＭＥファン;GAME
            |              |                |-[16] ＧＵＮファン  ;GUN
            |              |                |-[17] フリーソフト  ;FREE
            |              |                |-[18] 会社内の色々  ;KAISHA
            |              |                |-[21] ｺﾝﾋﾟｭｰﾀﾐｭｰｼﾞｯｸ;CMUSIC
            |              |                |-[22] ｹﾞｰﾑﾐｭｰｼﾞｯｸ   ;GMUSIC
            |              |                |-[23] 毎日の健康    ;HEALTH
            |              |                |-[24] カメラファン  ;CAMERA
            |              |                |-[25] 少年マンガ    ;BOY
            |              |                |-[26] 少女マンガ    ;GIRL
            |              |                |-[27] ｱｲﾄﾞﾙﾌｧﾝｸﾗﾌﾞ  ;IDOL
            |              |                |-[28] ｾｯｸｽｸﾘﾆｯｸ     ;SEX
            |              |                |-[29] おじさん広場  ;OJISAN
            |              |                |-[30] レディス広場  ;LADY
            |              |                |-[31] ねこ          ;NEKO
            |              |                |-[32] 私のおしゃれ  ;OSHARE
            |              |                |-[33] ＡＴマシン    ;PCAT
            |              |                |-[34] 政治          ;SEIJI
            |              |                |-[36] スノーボード  ;SNOWBO
            |              |                |-[37] ISDN検討会    ;ISDN
            |              |                |-[38] ｵﾝﾗｲﾝ小説     ;NOVEL
            |              |                |-[39] 家電品        ;KADEN
            |              |                |-[40] アニメファン  ;ANIME
            |              |                |-[41] モデム研究    ;MODEM
            |              |                |-[42] 熱闘プロ野球  ;BASEBALL
            |              |                |-[43] 熱闘Ｊリーグ  ;FOOTBALL
            |              |                |-[44] 熱闘プロレス  ;FIGHT
            |              |                |-[45] 演劇          ;ENGEKI
            |              |                |-[46] 夫婦          ;FUFU
            |              |                |-[47] 縦書き広場    ;TATEGAKI
            |              |                |-[48] 結婚          ;WEDDING
            |              |                |-[49] 育児　　　　　;IKUJI
            |              |                |-[50] 福祉　　　　　;FUKUSHI
            |              |                |-[51] misc１　　　　;MISC1
            |              |                |-[52] misc２　　　　;MISC2
            |              |                |-[53] misc３　　　　;MISC3
            |              |                |-[54] misc４　　　　;MISC4
            |              |                |-[55] SHARPのﾊﾟｿｺﾝ　;SHARP
            |              |                |-[57] 秋葉ＭＡＰ　　;AKIBA
            |              |                |-[58] 移動通信　　　;TELECOM
            |              |                |-[59] ｺﾝﾋﾟｭｰﾀｸﾞﾗﾌｨｯｸ;COMGRA
            |              |                |-[60] ｲﾝﾀｰﾈｯﾄﾎﾞｰﾄﾞ　;INET
            |              |                |-[61] ビリヤード　　;BILLIARD
            |              |                |-[63] イベント　　　;EVENT
            |              |                |-[64] 四十雀　　　　;SHIJYU
            |              |                |-[65] お嫁にいけない;OYOME
            |              |                |-[66] スキーヤーズ　;SKI
            |              |                |-[67] ＬＡＮ　　　　;LAN
            |              |                |-[71] Ｆ１　　　　　;F1
            |              |                |-[72] リクルート　　;RECRUIT
            |              |                |-[73] ＴＶレポート　;TVREPO
            |              |                |-[74] デジタルカメラ;DCAMERA
            |              |                |-[75] いぬ　　　　　;DOG
            |              |                |-[76] 電子　　　　　;DENSHI
            |              |
            |              |- [O] オフライン連絡ﾎﾞｰﾄﾞ            ;OFF
            |              |- [P] プロフィール                   ;PRO
            |              |- [M] ｵﾝﾗｲﾝﾏﾆｭｱﾙ                     ;MANUAL
            |              |- [G] ｹﾞｽﾄさん用連絡ﾎﾞｰﾄﾞ            ;GUEST
            |              |- [GR]ｸﾞﾘｰﾝｲﾝﾌｫﾒｰｼｮﾝ                 ;GREEN
            |              |- [J] MIYA-NET運営討論局             ;MIYA
            |              |- [SU] 書き込み集計ﾎﾞｰﾄﾞ             ;SYUKEI
            |
            |- [D] ＳＩＧ -|- [1] ﾌﾟﾛｸﾞﾗﾑﾗｳﾝｼﾞ -|- [1] Ｃ        ;D;1;1
            |              |                    |- [2] ｱｾﾝﾌﾞﾘ    ;D;1;2
            |              |                    |- [3] BASIC     ;D;1;3
            |              |                    |- [4] その他    ;D;1;4
            |              |                    |- [5] 試作品    ;D;1;5
            |              |
            |              |- [2] 日本障害者協議会　　　         ;D;2
            |              |
            |              |- [3] 星空への招待 -|- [1] 星が好き  ;D;3;1
            |              |                    |- [2] 天文館    ;D;3;2
            |              |
            |              |- [4] 電脳 TRPG亭  -|- [1] ｹﾞｰﾐﾝｸﾞ   ;D;4;1
            |              |                    |- [2] ﾌｧﾝｷﾞﾙﾄﾞ  ;D;4;2
            |              |                    |- [3] ｳｨｻﾞｰﾄﾞﾘｨ ;D;4;3
            |              |                    |- [4]  〃  PBN  ;D;4;4
            |              |
            |              |- [5] ＺＭＵＳＩＣ -|- [1] 質問箱    ;D;5;1
            |              |                    |- [2] 感想等    ;D;5;2
            |              |                    |- [3] ツール類  ;D;5;3
            |              |                    |- [4] データ    ;D;5;4
            |              |                    |- [5] 談話室    ;D;5;5
            |              |
            |              |- [6] アメリカンキッズ！             ;D;6
            |              |
            |              |- [7] MusicFactry  -|- [1] お知らせ  ;D;7;1
            |              |                    |- [2] サロン    ;D;7;2
            |              |                    |- [3] データ    ;D;7;3
            |              |                    |- [4] テキスト  ;D;7;4
            |              |
            |              |- [8] JUNKﾎﾞｰﾄﾞ    -|- [1] 感想等    ;D;8;1
            |              |                    |- [2] データ    ;D;8;2
            |              |
            |              |- [9] アダルトボード                 ;D;9
            |              |
            |              |-[11] そこまで言うかあボード         ;D;11
            |              |
            |              |-[12] ＭＭのボード -|- [1] 待合室    ;D;12;1
            |              |                    |- [2] 整備ﾃﾞｯｷ  ;D;12;2
            |              |                    |- [3] 記者ｸﾗﾌﾞ  ;D;12;3
            |              |                    |- [4] 情報ｾﾝﾀｰ  ;D;12;4
            |              |                    |- [5] 旧待合室  ;D;12;5
            |              |
            |              |-[13] 秘密の花園                     ;D;13
            |              |
            |              |-[14] 乗り物       -|- [1] ｲﾍﾞﾝﾄ情報 ;D;14;1
            |              |                    |- [2] ﾃﾞｰﾀﾍﾞｰｽ  ;D;14;2
            |              |                    |- [3] ミリタリ  ;D;14;3
            |              |                    |- [4] 車        ;D;14;4
            |              |                    |- [5] 電車      ;D;14;5
            |              |
            |              |-[15] アイドル帝国 -|- [1] ｲﾍﾞﾝﾄ情報 ;D;15;1
            |              |                    |- [2] ｱｲﾄﾞﾙ辞典 ;D;15;2
            |              |                    |- [3] 個人情報  ;D;15;3
            |              |                    |- [4] MUSIC情報 ;D;15;4
            |              |
            |              |-[17] ｱｳﾄﾄﾞｱ&ｵﾌﾛｰﾄﾞ-|- [1] ﾐｰﾃｨﾝｸﾞ   ;D;17;1
            |                                   |- [2] 日記      ;D;17;2
            |                                   |- [3] 林道情報  ;D;17;3
            |                                   |- [4] ｷｬﾝﾌﾟ場   ;D;17;4
            |                                   |- [5] その他情報;D;17;5
            |                                   |- [6] Ｑ＆Ａ    ;D;17;6
            |
            |- [Q] 書き込み練習|- [1] メッセージ用ボード         ;QMINNA
            |                  |- [2] ﾏﾙﾁﾒﾃﾞｨｱﾃﾞｰﾀ用ﾎﾞｰﾄﾞ        ;QDATA
            |
            |- [P] フリーソフト|- [1] ＰＣ－９８０１             ;PC98
                               |- [2] ＭＳ－ＤＯＳ               ;MSDOS
                               |- [3] Ｘ６８０００               ;X68K
                               |- [4] ＦＭ－ＴＯＷＮＳ           ;TOWNS
                               |- [5] Ｍａｃ                     ;MAC
                               |- [6] ＣＧ                       ;CG
                               |- [7] ＭＵＳＩＣ                 ;MUSIC
                               |- [8] ＷＩＮＤＯＷＳ             ;WINDOWS
                               |- [9] 写真データ　　             ;PHOTO
```